# San Nicola Greco
Nicola Greco (910 circa – 13 gennaio 1010 circa) fu archimandrita della comunità di monaci italo-greci di Prata, presso Casoli. Venerato come santo, le sue reliquie sono conservate nella chiesa di San Francesco a Guardiagrele, città di cui è compatrono.

## Agiografia
Nell'VIII secolo, a causa delle lotte iconoclaste in Oriente, numerose comunità di monaci basiliani lasciarono Costantinopoli e si stabilirono nell'Italia meridionale (Sicilia, Calabria) dando avvio al fenomeno del monachesimo italo-greco.
Le incursioni saracene del X secolo arrivarono a minacciare la sopravvivenza di tali comunità monastiche: nel 977, sotto la guida dell'archimandrita Ilarione, un gruppo di 28 religiosi dei monasteri di San Martino di Giove presso la località Canale del comune di Pietrafitta, e di Santa Maria di Pesaca, presso Taverna, lasciò la Calabria per cercare rifugio nel Sannio.
Molti monaci preferirono ritirarsi a vita anacoretica sui monti del Molise; l'archimandrita Ilarione e sette dei suoi discepoli, tra cui Nicola, si spinsero in Abruzzo e acquistarono con del denaro questuato al conte di Chieti Trasmondo († 987) il castello di Prata, presso Casoli, antico possedimento dell'abbazia di Montecassino.
Morto Ilarione, per l'umiltà che spingeva i suoi discepoli a rifiutare le cariche ecclesiastiche, i monaci non riuscirono a eleggere un suo successore: stabilirono quindi di porre ciascuno la propria ciotola sulla riva del fiume Aventino e di attendere che un pesce entrasse in una di esse; il proprietario di quella scodella sarebbe stato il nuovo archimandrita.
La scelta ricadde su Nicola che, per la sua vita mistica e le opere di carità, acquistò fama di santità.
Questi morì all'età di 100 anni nel monastero basiliano di Prata, probabilmente il 13 gennaio di un anno del pontificato di papa Sergio IV (1009-1012).

## Culto

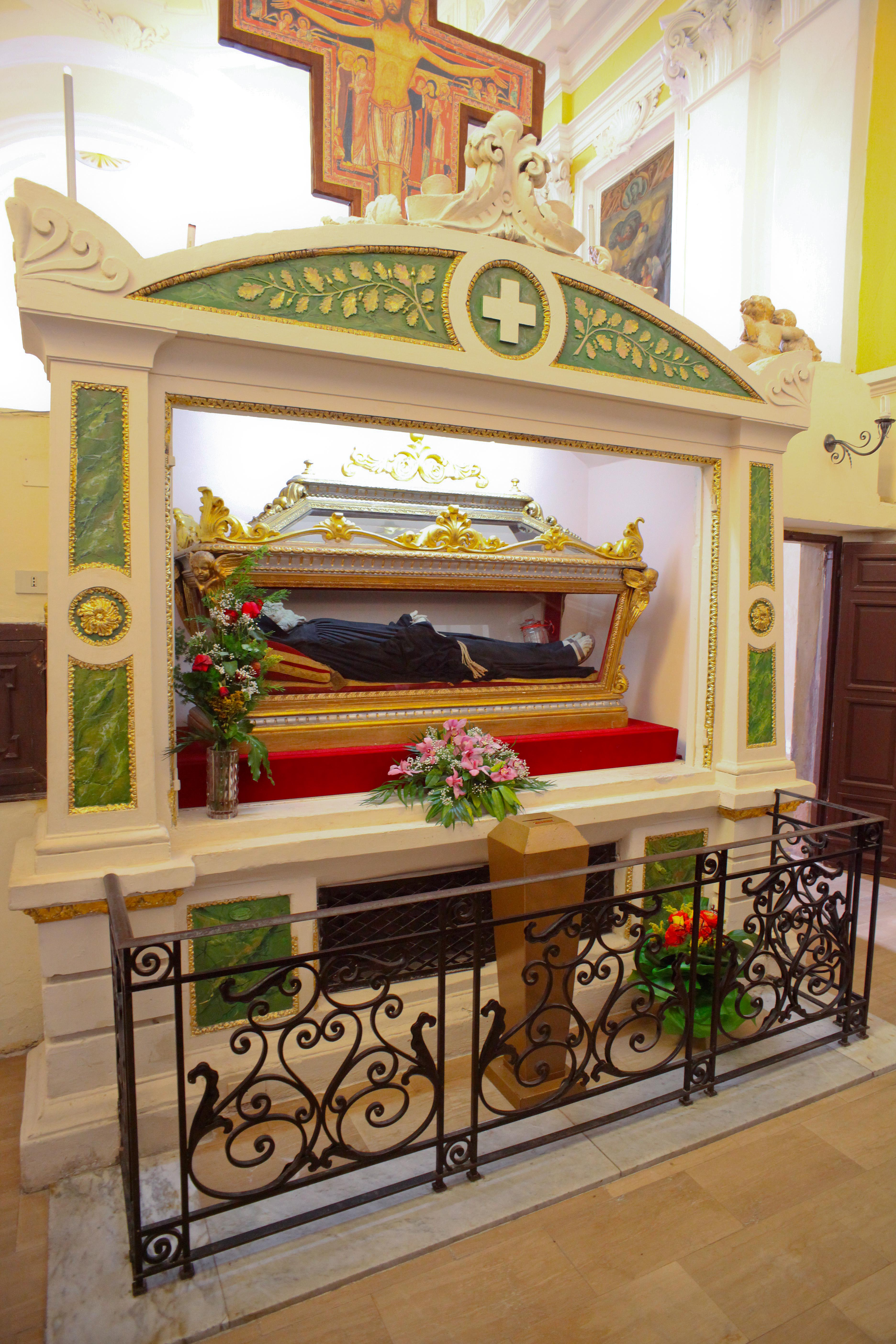
Reliquiario del santo nella chiesa di San Francesco d'Assisi a Guardiagrele

Il suo culto non è registrato nel Martirologio Romano. 
La sua memoria viene celebrata a Guardiagrele la terza domenica di maggio.
Il 9 agosto 1343 Napoleone Orsini, conte di Manoppello, fece traslare la sua salma da Prata a Guardiagrele e ivi inumarla nella chiesa dei frati Minori Conventuali di San Francesco, da allora dedicata anche a San Nicola Greco, come risulta da una lapide commemorativa posta sul muro interno della facciata principale della chiesa: in quell'anno il vescovo di Bagnorea concesse quaranta giorni di indulgenza ai fedeli che avessero visitato il suo sepolcro; un provvedimento simile fu emanato dal vescovo di Valva il 20 ottobre 1400.
I resti del santo, prelevati da un'antica cassa in legno posta al di sotto dell'altare della chiesa, vennero traslati in una teca in legno scolpito il 16 maggio 1890 per iniziativa del vescovo di Chieti, Rocco Cocchia.
Il 17 novembre 2011, su iniziativa del comitato per le celebrazioni dell'"Anno Nicolaiano", con l'autorizzazione del vescovo di Chieti, Bruno Forte, è stata eseguita la ricognizione canonica dei resti di san Nicola Greco. Al termine di essa il simulacro è stato rivestito con il tipico abito dei monaci basiliani e ricollocato nell'urna del 1890, sul retro dell'altare.
Il 9 maggio 2012, a conclusione della peregrinatio di san Nicola Greco, l'urna è stata benedetta in Vaticano da papa Benedetto XVI in occasione dell'udienza generale.